# 陳維恭
陳維恭（16世紀—17世紀），字仲來，號豫棄，江西南昌府進賢縣人，明朝政治人物。

## 生平
陳維恭是萬曆四十三年（1615年）的舉人，與同榜的李光倬齊名，人稱「二仲」，博學而強記，下筆有深意，個性澹泊不介意名利；多次赴考不中進士，後授海州知州，減省賦稅、修築堤壩、禮士愛民，擅長書畫，他在州內的門生文行顯著；不久因為戰事，安慶巡撫鄭二陽向朝廷提請讓他出任安慶府監軍通判，調度能配合機宜，改任陝西屯田同知、安慶同知都不赴任，有《天問》及《書毒》賦和文集《亦堂詩文》流傳。
陳維恭與兄長陳維泰、族兄弟陳維謙、陳維中俱有名氣，另一位族兄弟陳維鼎則是萬曆三十八年進士。

## 引用
1. 1 2  康熙《進賢縣志·卷十五·人物志二》：陳維恭，字仲來，與李仲章同榜齊名，時有「二仲」之目；博聞強記，下筆雋永，最有晉人風，致性澹潔有氣節，未曾屑意城市。久困公車，作《天問》及《書毒》賦，又著《亦堂詩文》諸集甚富；初任海州，減并浮賦、修築堤壩，一方賴之，旋以兵興，皖撫鄭二陽題監其軍，調度悉中機宜，改陝西屯田同知不就。（陳維）謙胞兄維中字伯當，恭胞兄維泰字孟來，俱知名。
2. ↑  康熙《進賢縣志·卷十一·選舉志一》：鄉舉……萬曆四十二年【四十三年】乙卯王績燦榜……陳維恭 字仲來，海州知州
3. ↑  嘉慶《海州直隸州志·卷二十一·良吏傳第一》：陳維恭，字仲來，江西進賢人，由舉人歷海州知州，輕刑薄歛、禮士愛民，善書畫，州人士出其門者文行斐然可觀。 舊州志
4. ↑  崇禎十四年《新刊詳注縉紳便覽》：安慶府……監軍通判 陳惟恭 豫棄，江西進賢籍南昌人，舉人
5. ↑  《復社姓氏傳略·卷六》：陳維恭，字仲來，萬歷乙卯舉人，官安慶同知。 同上（《西江志》）